# Action Congress of Nigeria
Het Action Congress of Nigeria (Nederlands: Actiecongres van Nigeria) was een politieke partij in Nigeria die van 2006 tot 2013 bestond. De partij had een progressief en klassiek liberaal profiel.
Het ACN ontstond na een fusie van de Alliance for Democracy, de Justice Party en het Advance Congress of Democrats. Doel van de nieuwe partij was de hegemonie van de regerende Peoples Democratic Party (PDP) te breken en tevens een alternatief te zijn voor de oppositiepartij All Nigeria People's Party (ANPP) die vooral machtig was in het noorden van het land. De partij presenteerde zich als staande in de traditie van de progressieve partijen ten tijde van de eerste en de tweede republiek (Action Group van Chief Obafemi Awolowo, Unity Party of Nigeria)
Bij de presidentsverkiezingen van 2007 werd de kandidaat van het ACN, Atiku Abubakar, met 7,45% van de stemmen vierde en bij de presidentsverkiezingen van 2011 werd Nuhu Ribadu namens de ACN derde met 5,44% van de stemmen. In 2011 wist de partij de ANPP als voornaamste oppositiepartij af te lossen door 69 zetels van de 360 zetels in het Huis van Afgevaardigden in de wacht te slepen. Het resultaat was meer dan een verdubbeling (+37) t.o.v. 2007. Daarnaast won de partij 18 zetels in de Senaat tegenover 6 in 2007.
In 2013 fuseerden het Action Congress of Nigeria, de All Nigeria People's Party en het Congress for Progressive Change tot het All Progressives Congress (APC). Het APC is thans de grootste partij van het land.